# Depot Tham Lương
Depot Tham Lương có tổng diện tích 26,6056 ha, quy mô dân số 2.228 người.
Khu quy hoạch Depot Tham Lương có 2 chức năng chính là Khu tái định cư và Khu ga depot với các chức năng: Trung tâm điều khiển vận hành, Khu đặt máy phát điện dự phòng, Khu để xe hai bánh, Bãi đổ xe ô tô, Kho đa chức năng, Khu rửa tàu, Bãi đỗ tàu có mái che, Khu kiểm tra tàu, Khu xưởng đa chức năng, Trạm điện, Trạm xử lý nước thải khu depot, Khu cung cấp nước nội bộ, Khu tập kết và xử lý rác.
Khu depot Tham Lương phía Đông giáp đường dự kiến lộ giới 20m, phía Tây giáp đường dự kiến lộ giới 30m, phía Nam giáp khu dự kiến cây xanh dọc Kênh Tham Lương và Rạch Cầu Sa, phía Bắc giáp đường dự kiến 16m của dự án khu tái định cư rộng 38 ha.
Depot Tham Lương (quận 12) đã xây dựng xong, với 6 tầng nổi và một tầng hầm làm văn phòng điều hành, bãi đỗ, nơi sửa chữa tàu.